# CBS Summer Playhouse
CBS Summer Playhouse è una serie televisiva statunitense in 47 episodi trasmessi per la prima volta nel corso di 3 stagioni dal 1987 al 1989.
È una serie di tipo antologico in cui ogni episodio rappresenta una storia a sé. Gli episodi sono storie di genere vario (azione, avventura, commedia, drammatico, fantascienza) e vengono presentati durante la prima stagione da Tim Reid e Daphne Reid. Gli episodi, trasmessi d'estate dal 1987 al 1989, sono pilot di serie televisive proposte alla CBS ma poi non più realizzate. Nel corso della prima stagione gli spettatori venivano invitati a chiamare un numero telefonico alla fine di ogni episodio per esprimere la loro preferenza. Tuttavia, il pilot "vincente" scelto dagli spettatori non è mai stato preso in considerazione per la realizzazione di una serie. La serie fu rinnovata per una seconda stagione senza presentatori e senza alcuna richiesta agli spettatori. Tra i pilot presentati sono inclusi un revival de Il Santo ambientato a Manhattan (con Andrew Clarke nel rolo di Simon Templar) e Kung Fu: The Next Generation (una nuova versione di Kung Fu interpretata da Brandon Lee).

## Interpreti
La serie vede la partecipazione di vari attori, alcuni dei quali interpretarono diversi ruoli in più di un episodio.
- James Eckhouse (2 episodi, 1987-1989)
- Holland Taylor (2 episodi, 1987-1989)
- Billie Bird (2 episodi, 1987-1988)
- Miriam Flynn (2 episodi, 1987-1988)
- Alex Rocco (2 episodi, 1987)
- Warren Munson (2 episodi, 1987-1989)
- Brian George (2 episodi, 1988-1989)

## Registi
Tra i registi sono accreditati:
- Corey Allen in 2 episodi (1987-1989)
- James Frawley in 2 episodi (1987-1988)
- Peter H. Hunt in 2 episodi (1987-1988)
- John Pasquin in 2 episodi (1987-1988)
- Peter Baldwin in 2 episodi (1988-1989)

## Distribuzione
La serie fu trasmessa negli Stati Uniti dal 12 giugno 1987 al 22 agosto 1989 sulla rete televisiva CBS.

## Episodi
| Stagione         | Episodi | Prima TV USA | Prima TV Italia |
| ---------------- | ------- | ------------ | --------------- |
| Prima stagione   | 19      | 1987         |                 |
| Seconda stagione | 18      | 1988         |                 |
| Terza stagione   | 10      | 1989         |                 |